# الحزب الإسلامي (أفغانستان)
الحزب الإسلامي (بالبشتوية: اسلامي ګوند) وهو منظمة إسلامية سياسية وقد حارب هذا الحزب حكومة أفغانستان الشيوعية وقد حارب قوات الإتحاد السوفيتي التي احتلت أفغانستان في سنة 1979، تأسس هذا الحزب في سنة 1975 من قبل قلب الدين حكمتيار في العاصمة كابول وقد جنّد هذا الشباب المسلم من أجل المقاتلة كميليشيات ضد النظام الشيوعي وأغلب مقاتلي هذا الحزب كانوا من البشتون وأيديولوجيا الحزب كانت مستمدة من جماعة الإخوان المسلمون ومن أبو الأعلى المودودي ومن الرابطة الإسلامية الباكستانية، بعد سقوط الشيوعية في أفغانستان حارب هذا الحزب حكومة دولة أفغانستان الإسلامية بسبب إستبعادها له من السلطة واستمرت الحرب الأهلية بينهم لمدة 4 سنوات إلى أن قام جماعة طالبان بالسيطرة على الحكم في أفغانستان في سنة 1996 والتي أنشئت إمارة أفغانستان الإسلامية.